# ۶۲ (میلادی)

## رویدادها
بر اساس مکان
امپراتوری روم
- امپراتور نرون برای دومین بار با پوپایا سابینا، همسر سابق مارکوس سالویوس اوتو، ازدواج کرد.
- پس از مرگ بوروس و رسوایی سنکا، نرون از نفوذ آنها رهایی می‌یابد و به هنرمندی خودبزرگ‌بین و مجذوب هلنیسم و شرق تبدیل می‌شود. تیگلینوس مشاور نرون می‌شود. حکومت او بسیار توهین‌آمیز است.[۱]
- نرون حمام‌های نرون در رم را تکمیل می‌کند.
- زلزله‌ای بزرگ شهرهای کامپانیا، از جمله پمپئی (۵ فوریه) را ویران کرد.[۲]
- پارت‌ها به ارمنستان حمله می‌کنند و تیگرانوکرتا را محاصره می‌کنند. این شهر به خوبی مستحکم شده و توسط رومی‌ها پادگان دارد. حمله شکست می‌خورد و بلاش یکم، پادشاه روم، عقب‌نشینی می‌کند. در عوض، او برای حمله به سوریه آماده می‌شود.[۳]
- گنائوس دومیتیوس کوربولو استحکامات مرز فرات را تقویت می‌کند. او یک ناوگان قوی از کشتی‌های مجهز به منجنیق و یک پل چوبی در سراسر رودخانه می‌سازد که به او اجازه می‌دهد جای پایی در ساحل اشکانی ایجاد کند.[۴]
- لوسیوس کائسنیوس پائتوس به سمت تیگراناکرت پیشروی می‌کند، اما به دلیل کمبود آذوقه، زمستان را در دژ راندیا در شمال غربی ارمنستان اردو می‌زند.[۵]
- بلاش یکم، ارتش اشکانی را در یک حمله تمام عیار به فرات رهبری می‌کند. لژیون دهم فرتنسیس و مردان دو لژیون دیگر (لژیون سوم گالیکا و لژیون ششم فراتا) از ساحل شرقی رودخانه دفاع می‌کنند و با یک حمله ناامیدکننده مقابله می‌کنند.
- نبرد راندیا: ارتش روم (دو لژیون) توسط اشکانیان به رهبری پادشاه تیرداد یکم شکست خورد. پائتوس تسلیم شد و ارتش آشفته خود را به سوریه عقب کشید.[۶]
- طوفان سهمگینی ۲۰۰ کشتی لنگر انداخته در پورتوس را نابود کرد.
- با توافق دولت روم، پادشاهی ارمنستان به تیرداد اشکانی برگشت. پس از شش سال درگیری که ارمنستان به وسیله کوربولو به روم منضم شده بود، با شکست روم از ایران و در نتیجه پیمان صلح راندیا (Rhandeia) به جنگ در آن منطقه پایان داده شد.

بر اساس موضوع
هنرها و علوم
- لوکان تاریخچه‌ای از درگیری بین ژولیوس سزار و پومپه می‌نویسد.
- ساخت تابلوی «طبیعت بی‌جان»، جزئیاتی از یک نقاشی دیواری از هرکولانیوم، آغاز می‌شود (در سال ۷۹ میلادی به پایان می‌رسد). این اثر اکنون در موزه ملی ناپل نگهداری می‌شود.

دین
- پولس طرسوسی از زندان روم آزاد شد (تاریخ تقریبی).

## درگذشتگان
- ۸ ژوئن - کلودیا اکتاویا، همسر نرون (احتمالاً اعدام شده) (متولد ۴۰ میلادی)[۷]
- فاستوس کورنلیوس سولا فلیکس، کنسول روم (قتل شده) (متولد 22 پس از میلاد)
- گایوس روبلیوس پلاوتوس، پسر عموی نرون (اعدام شد) (متولد ۳۳ میلادی)
- لوسیوس کاسیلیوس یوکوندوس، بانکدار رومی اهل پمپئی (متولد 14 پس از میلاد)
- سکستوس آفرانیوس بوروس، فرماندار رومی و دوست سنکا (متولد ۱ میلادی)